# De Wartburg
Woonzorgcentrum De Wartburg in Utrecht werd gesticht in 1842 als luthers Wees-, Oude Mannen- en Vrouwenhuis aan het Domplein. In 1942 verhuisde het naar de wijk Oog in Al, nabij zwembad Den Hommel. In het eerste decennium van de 21e eeuw ontwierp architectenbureau Alberts en Van Huut nieuwbouw, waarbij het oudste, inmiddels monumentale gedeelte bleef bestaan; dat werd omgevormd tot zorghotel. De nieuwbouw biedt onder andere enkele groepsappartementen voor dementerende ouderen.

## Kapel
Aan het einde van de noordelijke vleugel van het oude gedeelte bevindt zich een kapel met ongeveer 80 zitplaatsen. Het huidige, moderne interieur in deze ruimte werd ontworpen door Jan Detz. In de kapel worden wekelijks kerkdiensten gehouden die uitgaan van de Evangelisch-Lutherse Gemeente Utrecht-Zeist. Aan Axion Continu is een evangelisch-lutherse predikant als geestelijk verzorger verbonden, die, afgewisseld door gastpredikanten, vaak in deze diensten voorgaat.

## Orgel
Het kerkorgel in de kapel dateert van 1956 en werd gebouwd door de Utrechtse orgelmakers Van Vulpen. Het heeft acht registers, die verdeeld zijn over twee klavieren en een pedaal. Het Hoofdwerk op het eerste klavier bestaat uit een Prestant 4', Holpijp 8', Octaaf 2' en een Scherp 2 sterk bas en discant. Het Borstwerk op het tweede klavier bestaat uit een Regaal 8', Fluit 4' en Cimbel 1 sterk. Het vrije pedaal (van C t/m f¹) bevat een Subbas 16'. Het Borstwerk kan aan het Hoofdwerk, het Hoofdwerk aan het Pedaal en het Borstwerk aan het Pedaal worden gekoppeld.